# The Jamaicans
 (janvier 2018).
Si vous disposez d'ouvrages ou d'articles de référence ou si vous connaissez des sites web de qualité traitant du thème abordé ici, merci de compléter l'article en donnant les références utiles à sa vérifiabilité et en les liant à la section « Notes et références ».
The Jamaicains est un groupe de ska et de rocksteady formé en Jamaïque en 1967, composé de Tommy Cowan, Norris Weir, Derrick Brown et Martin Williams.